# Кубок Німеччини з футболу 1987—1988
Кубок Німеччини з футболу 1987—1988 — 45-й розіграш кубкового футбольного турніру в Німеччині, 36 кубковий турнір на території Федеративної Республіки Німеччина після закінчення Другої світової війни. У кубку взяли участь 64 команди. Переможцем кубка Німеччини вчетверте став Айнтрахт із Франкфурта-на-Майні.

## Другий раунд
| Команда 1                        | Рахунок | Команда 2                            |
| -------------------------------- | ------- | ------------------------------------ |
| 23 жовтня 1987                   |         |                                      |
| Кайзерслаутерн                   | 4:3     | Бляу-Вайс 1890 (Західний Берлін) (2) |
| Вердер (аматори) (3)             | 1:3     | Гамбург                              |
| Пройсен Мюнстер (3)              | 2:2 дч  | Алеманія (Аахен) (2)                 |
| 24 жовтня 1987                   |         |                                      |
| Гінген (3)                       | 1:2 дч  | Бохум                                |
| Зальмрор-Дербах (3)              | 0:1     | Боруссія (Дортмунд)                  |
| Вікторія (Ашаффенбург) (3)       | 1:0     | Кельн                                |
| Герта (Західний Берлін) (3)      | 1:2     | Баєр 05 Юрдінген                     |
| Гессен (Кассель) (3)             | 3:1     | Штутгартер Кікерс (2)                |
| Пфорцгайм (3)                    | 2:0     | Конкордія (Гамбург) (3)              |
| Карлсруе СК                      | 1:1 дч  | Нюрнберг                             |
| Айнтрахт (Франкфурт-на-Майні)    | 3:0     | Ульм 1846 (2)                        |
| Фортуна (Кельн) (2)              | 1:0     | Фрайбург (2)                         |
| Уніон (Солінген) (2)             | 1:2     | Фортуна (Дюссельдорф) (2)            |
| 25 жовтня 1987                   |         |                                      |
| Шварц-Вайс (Ессен) (3)           | 1:0     | Дармштадт 98 (2)                     |
| Боруссія (Менхенгладбах)         | 2:2 дч  | Баварія                              |
| 10 листопада 1987 (перегравання) |         |                                      |
| Нюрнберг                         | 2:1     | Карлсруе СК                          |
| 11 листопада 1987 (перегравання) |         |                                      |
| Алеманія (Аахен) (2)             | 0:1     | Пройсен Мюнстер (3)                  |
| Баварія                          | 3:2 дч  | Боруссія (Менхенгладбах)             |
| 21 листопада 1987                |         |                                      |
| Вольфсбург (3)                   | 4:5 дч  | Вердер                               |

## Третій раунд
| Команда 1                     | Рахунок | Команда 2                     |
| ----------------------------- | ------- | ----------------------------- |
| 24 листопада 1987             |         |                               |
| Фортуна (Дюссельдорф) (2)     | 0:1     | Айнтрахт (Франкфурт-на-Майні) |
| 10 грудня 1987                |         |                               |
| Пройсен Мюнстер (3)           | 2:3     | Фортуна (Кельн) (2)           |
| 13 лютого 1988                |         |                               |
| Пфорцгайм (3)                 | 1:1 дч  | Вердер                        |
| Гессен (Кассель) (3)          | 0:1     | Вікторія (Ашаффенбург) (3)    |
| Кайзерслаутерн                | 1:2     | Гамбург                       |
| Баєр 05 Юрдінген              | 3:3 дч  | Боруссія (Дортмунд)           |
| 14 лютого 1988                |         |                               |
| Шварц-Вайс (Ессен) (3)        | 0:1     | Бохум                         |
| Баварія                       | 3:1     | Нюрнберг                      |
| 23 лютого 1988 (перегравання) |         |                               |
| Боруссія (Дортмунд)           | 1:2     | Баєр 05 Юрдінген              |
| 24 лютого 1988 (перегравання) |         |                               |
| Вердер                        | 3:1     | Пфорцгайм (3)                 |

## Чвертьфінали
| Команда 1                     | Рахунок | Команда 2           |
| ----------------------------- | ------- | ------------------- |
| 8 березня 1988                |         |                     |
| Айнтрахт (Франкфурт-на-Майні) | 4:2     | Баєр 05 Юрдінген    |
| 9 березня 1988                |         |                     |
| Гамбург                       | 2:1     | Баварія             |
| Вікторія (Ашаффенбург) (3)    | 1:3     | Вердер              |
| Бохум                         | 4:1     | Фортуна (Кельн) (2) |

## Півфінали
| Команда 1      | Рахунок | Команда 2                     |
| -------------- | ------- | ----------------------------- |
| 12 квітня 1988 |         |                               |
| Бохум          | 2:0     | Гамбург                       |
| 13 квітня 1988 |         |                               |
| Вердер         | 0:1     | Айнтрахт (Франкфурт-на-Майні) |

## Фінал
| 28 травня 1988 18:00 (CET) |

| Айнтрахт (Франкфурт-на-Майні) | 1:0      | Бохум |
| ----------------------------- | -------- | ----- |
| Детарі 81'                    | Протокол |       |

| Олімпіаштадіон, Західний Берлін Глядачів: 76 000 Арбітр: Вільфрід Гайтманн |